# Dusona meritor
Dusona meritor är en stekelart som beskrevs av Hinz och Horstmann 2004. Dusona meritor ingår i släktet Dusona och familjen brokparasitsteklar. Inga underarter finns listade i Catalogue of Life.